# Ioan Chirilă
Ioan Chirilă (n. 25 octombrie 1925, Ismail – d. 21 noiembrie 1999, București) a fost un jurnalist sportiv și scriitor român de cărți pe teme sportive.

## Biografie
Ioan Chirilă s-a născut la data de 25 octombrie 1925 în orașul Ismail din sudul Basarabiei - o localitate care aparține în prezent Ucrainei. Tatăl său, Ștefan G. Chirilov, care se născuse în anul 1890 în comuna Cairaclia (județul Ismail), era agricultor și industriaș de etnie lipoveană, primar al comunei Cairaclia, președinte al Băncii Populare din aceeași comună, decorat cu Meritul Comercial Clasa I, Ordinele Coroana României și Steaua României în Gradul de Cavaler. Mama sa, Caliopi Alaman, era de origine greacă, familia ei fiind venită în România din Insula Andros.
În anul 1940, la vârsta de 15 ani, Ioan Chirilă a trecut Dunărea, împreună cu familia sa, și s-a stabilit în orașul Galați, iar apoi la Brăila, unde a absolvit liceul. Ulterior, s-a mutat la București, unde s-a înscris la Facultatea de Drept, pe care a absolvit-o în anul 1949. În această perioadă a practicat mai multe sporturi: fotbalul (ca junior la echipa de categorie inferioară Cetatea Ismail, apoi, în timpul războiului, la divizionara B Dacia "Vasile Alecsandri" Galați. Cariera de fotbalist i-a fost întreruptă de o accidentare gravă; dar, în timpul studiilor universitare a jucat volei, tenis și a practicat atletismul (aruncarea greutății).
Din anul 1951 a lucrat ca redactor sportiv la Editura Uniunii de Cultură Fizică și Sport, pentru ca din anul 1959 să activeze ca jurnalist la cotidianul „Sportul popular“ - transformat după Revoluție în „Gazeta sporturilor“. La acest cotidian sportiv, Ioan Chirilă a îndeplinit pe rând funcțiile de redactor (1959-1961), șef de rubrică (1961-1971), publicist comentator (1971-1978), șef de secție (1978-1993), director general (1993-1999). Din anul 1997 a lucrat ca senior editor la cotidianul „Pro Sport“. A participat la nouă turnee finale ale Campionatului Mondial de Fotbal și la două ediții ale Jocurilor Olimpice de vară. 
În anii '70, a deținut la Radiodifuziunea Română o rubrică permanentă în calitate de comentator.

## Activitatea literară
Cunoscut sub porecla de "Nea Vanea", Ioan Chirilă este autorul a 27 de volume de publicistică închinate unor sportivi sau evenimente sportive, scrise într-un stil original, colorat  („Șepcile roșii“, „World Cup ’66“, „Argentina“ „Și noi am fost pe Conte Verde” etc). De multe ori, reflectarea evenimentului sportiv era un pretext pentru reportaje literare sui-generis, evocând, emoționant, locurile, oamenii obișnuiți și artele. Cărțile sale au fost editate în tiraje foarte mari, cartea „Nadia“ de exemplu vânzându-se în 300.000 de exemplare.

## Traduceri
Ioan Chirilă a fost și un traducător de excepție. A tradus din limba rusă, de la cărți tehnice, până la piese de teatru precum "Turnul de Fildeș" (ru: «Гнездо глухаря», 1979) de Viktor Rozov, "Fuga" de Mihail Bulgakov, și câteva schițe de M. Zoscenko, pe care le-a dramatizat sub titlul "Când comedia era rege". Toate s-au jucat pe scena Teatrului de Comedie din București.

## Familia
Căsătorit cu actrița și directoarea de teatru Iarina Demian, a avut doi copii: Ionuț Chirilă (n. 1967), antrenor de fotbal, și Tudor Chirilă, actor și muzician.

## Moștenirea spirituală
În memoria sa, Asociația Presei Sportive din România oferă, în cadrul unor gale anuale, Premiile „Ioan Chirilă” pentru presă și publicistică sportivă.
„Da, am alergat și eu Maratonul. Cu precizarea că a fost o goană neîntreruptă. De cele mai multe ori, maratonul meu a durat 42 de ani, și nu 42 de kilometri, în criză de timp alergând pe pista aeroporturilor... Ilie Năstase, Nadia Comăneci, Dobrin... Fără ei, maratonul meu ar fi fost unul oarecare...”—Ioan Chirilă

## Cărți publicate
- Decatlonul de aur (Editura UCFS,1963)
- Finala se joacă astăzi (Ed. Uniunii de Cultură Fizică și Sport, 1966)
- World Cup'66  (Ed. Uniunii de Cultură Fizică și Sport, 1966)
- Glasul roților de tren. Istoria "Rapidului" (Ed. CNEFS, 1968; ed. a II-a, Ed. Economică, 2000)
- Șepcile Roșii (Ed. CNEFS, București, 1969)
- Mexicul - această "fata morgana" (Ed. Consiliului Național pentru Educație Fizică și Sport, 1970)
- Mexico '70. Jurnal sentimental (Ed. Stadion, 1970; ed.a II-a, 2002, încorporând "Mexicul - această "fata morgana"; ed.a III-a, 2009, Gazeta sporturilor)
- Ar fi fost prea frumos (Ed. Stadion, 1972; ed.a II-a, 2009, Gazeta sporturilor)
- Învingătorul lui Cruyff - Campionatul Mondial de fotbal 1974 (Ed. Sport-Turism, 1975; ed. a II-a, 2001)
- Cu cărțile pe față. Însemnări din lumea sportului (Ed. Sport-Turism, 1976)
- Nadia (Ed. Sport-Turism, 1977; ed.a II-a, 2001; ed.a III-a, 2009)
- Ar! Gen! Ti! Na! (Ed. Sport-Turism, 1978,ediția a II-a, 2001)
- Răsucind fusele orare. Însemnările unui cronicar de fotbal (Ed. Sport-Turism, 1980)
- My Husband, the King  (titlul dat de autor: Meciul iubirii; redactată pentru Mariana Simionescu) (1980)
- Viața la puls 200. Ocolul lumii în 30 de sporturi (Ed. Sport-Turism, 1981)
- España '82 (Ed. Sport-Turism, 1982)
- Și noi am fost pe Conte Verde (Ed. Sport-Turism, 1983)
- Pe marile bulevarde ale fotbalului (Ed. Sport-Turism, 1984)
- Zile și nopți pe stadion (Ed. Sport-Turism, 1986)
- Frumoasele noastre duminici (Ed. Sport-Turism, 1988)
- Franz über alles (Ed. Sport-Turism, 1990)
- Eu am jucat cântând (redactată pentru Ilie Năstase) (1991)
- Maratonul meu  (1993) (ed. a II-a, 2000, încorporând părți din "Zile și nopți pe stadion")
- Lucescu și drogul său, fotbalul (Ed. Viitorul Românesc, 1994)
- Lucescu (Ed. Mentor, 1999; ed.a II-a, 2009, Gazeta sporturilor)
- Un veac de fotbal românesc (Ed. Fundației Pro, Brașov, 1999) - împreună cu Mihai Ionescu

## Aprecieri
„Avea o memorie senzațională. Își amintea de exemplu faze petrecute acum 50 sau 60 de ani, o capacitate de analiză și de interpretare extraordinară a "fenomenului". Era o veritabilă enciclopedie.”—Mircea Lucescu